# Another One Bites the Dust
Another One Bites the Dust (englisch für „Noch einer beißt ins Gras“) ist ein Lied von Queen aus dem Jahr 1980, das von John Deacon geschrieben wurde und auf dem Album The Game erschien. Mit einem Verkauf von über 7 Millionen Einheiten ist Another One Bites the Dust die meistverkaufte Single der Band. Das Lied erreichte auf der Liste Billboard’s All Time Top 100 Platz 34.

## Originalversion

### Entstehungshintergrund
Als Inspiration für die Basslinie diente das Chic-Stück Good Times. In einem Interview mit dem New Musical Express sagte Chic-Mitglied Bernard Edwards: “Well, that Queen record came about because that bass player... spent some time hanging out with us at our studio[.]” (dt.: „Also, diese Queen-Veröffentlichung entstand, weil deren Bassist … mit uns eine Zeitlang im Studio herumhing“)
Das Lied wurde von Reinhold Mack produziert und in den Musicland Studios in München aufgenommen. Deacon spielte dabei fast alle Instrumente: E-Bass, Klavier, Rhythmusgitarre und die Handclaps. Der Schlagzeug-Loop im Lied stammt vom Schlagzeuger Roger Taylor, Brian May ergänzte ein paar Gitarrengeräusche und einige Effekte seines Eventide-Harmonizers. Das Lied kommt ohne Synthesizer aus: Alle Effekte im Lied wurden durch analoge Instrumente und diverse simple Tricks (Laufgeschwindigkeit, Laufrichtung) beim Einfügen auf das Studio-Tonband dargestellt. Die charakteristisch anschwellend düsteren Harmonien im Hintergrund entstanden aus Klavierakkorden, die rückwärts eingespielt wurden. Schließlich wurden durch einen Harmonizer weitere Effekte beigefügt.
| Bassline von „Another One Bites the Dust“                                                                      |
| --- |
| \relative c {\tempo 4 = 110 \time 4/4 \partial 4 \clef bass r8 a16 g e4-. e-. e-. r8 r16 e16 e8 e g e16 a r 4} |

Nachdem Michael Jackson 1980 ein Konzert von Queen in Los Angeles besucht hatte, schlug er Freddie Mercury hinter der Bühne vor, Another One Bites the Dust als Single auszukoppeln. Das Lied wurde von Februar bis Mai 1980 in mehreren Aufnahmesessions aufgenommen. Die Veröffentlichung der Single fand am 12. August 1980 statt, auf der B-Seite befindet sich Don’t Try Suicide. Abweichend von der Originalversion, bei der Freddie Mercury den kompletten Titel sang, übernahm bei Konzerten Roger Taylor den Refrain. Später ließ die Band auch Teile des Refrains vom Publikum singen. Drehort des Musikvideos war die Reunion Arena in Dallas.
Der Song wurde bei den Grammy Awards 1981 in der Kategorie Best Rock Performance by a Duo or Group with Vocal („Beste Darbietung eines Duos oder einer Gruppe mit Gesang – Rock“) nominiert, verlor aber gegen Bob Segers Against the Wind.

### John Deacon über den Song
“I'd been wanting to do a track like Another One Bites The Dust for a while, but originally all I had was the line and the bass riff. Gradually I filled it in and the band added ideas. I could hear it as a song for dancing but had no idea it would become as big as it did. The song got picked up off our album and some of the black radio stations in the US started playing it, which we've never had before." In the end it was a famous fan who swayed the vote: "Michael Jackson actually suggested we release it as a single. He was a fan of ours and used to come to our shows.”

„Ich wollte schon eine ganze Weile ein Lied wie Another One Bites the Dust aufnehmen, aber am Anfang hatte ich nur eine Zeile und ein Bass-Riff. Irgendwann brachte ich diese Idee ein und die Band machte Vorschläge. Ich stellte mir das Ganze als ein Lied zum Tanzen vor, aber ich konnte nicht wissen, dass es so populär wurde. Das Lied wurde von schwarzen US-Radiostationen aus dem Album herausgepickt und gespielt. Das ist uns vorher noch nie passiert. Michael Jackson war es dann, der uns vorschlug, das Lied als Single zu veröffentlichen. Er war ein Fan von uns und kam oft zu unseren Shows.“

### Angebliche Rückwärtsbotschaft
In den frühen 1980ern galt Another One Bites the Dust als einer der Pop-Rock-Titel, aus denen angeblich eine Rückwärtsbotschaft herausgehört werden konnte. Verantwortlich für diese Gerüchte waren US-amerikanische Evangelikale. Hier zu hören waren angeblich die Sätze „Start to smoke marijuana“ („Fang an, Marihuana zu rauchen“) und „Decide to smoke marijuana“ („Entscheide dich, Marihuana zu rauchen“) beziehungsweise „It’s fun to smoke marijuana“ („Es macht Spaß, Marihuana zu rauchen“). Eine Sprecherin des Labels Hollywood Records dementierte diese Gerüchte.

## Kommerzieller Erfolg

### Chartplatzierungen
| ChartsChartplatzierungen       | Höchstplatzierung | Wochen |
| ------------------------------ | ----------------- | ------ |
| Deutschland (GfK)              | 6 (25 Wo.)        | 25     |
| Österreich (Ö3)                | 6 (20 Wo.)        | 20     |
| Schweiz (IFPI)                 | 8 (9 Wo.)         | 9      |
| Vereinigte Staaten (Billboard) | 1 (31 Wo.)        | 31     |
| Vereinigtes Königreich (OCC)   | 7 (10 Wo.)        | 10     |

| ChartsJahrescharts (1981)      | Platzierung |
| ------------------------------ | ----------- |
| Deutschland (GfK)              | 71          |
| Vereinigte Staaten (Billboard) | 65          |

### Auszeichnungen für Musikverkäufe
| Land/Region                  | Auszeichnungen für Musikverkäufe (Land/Region, Auszeichnung, Verkäufe) | Verkäufe   |
| ---------------------------- | ---------------------------------------------------------------------- | ---------- |
| Australien (ARIA)            | 4× Platin                                                              | 280.000    |
| Brasilien (PMB)              | Gold                                                                   | 30.000     |
| Dänemark (IFPI)              | 2× Platin                                                              | 180.000    |
| Deutschland (BVMI)           | Platin                                                                 | 600.000    |
| Griechenland (IFPI)          | Gold                                                                   | 10.000     |
| Italien (FIMI)               | 3× Platin                                                              | 210.000    |
| Neuseeland (RMNZ)            | 6× Platin                                                              | 180.000    |
| Philippinen (PARI)           | Gold                                                                   | 50.000     |
| Spanien (Promusicae)         | 2× Platin                                                              | 120.000    |
| Vereinigte Staaten (RIAA)    | Platin (Physisch) · + 9× Platin (Digital)                              | 11.000.000 |
| Vereinigtes Königreich (BPI) | 3× Platin                                                              | 1.800.000  |
| Insgesamt                    | 3× Gold · 31× Platin ·                                                 | 14.460.000 |

Hauptartikel: Queen (Band)/Auszeichnungen für Musikverkäufe

## Coverversionen

### Wyclef-Jean-Version
1998 machte Wyclef Jean einen Remix von Another One Bites the Dust für den Film Small Soldiers. Auf diesem Lied ist außerdem der Rapper Pras Michel und seine Kollegin Free zu hören. Im Vereinigten Königreich erreichte diese Version Platz 5 und war insgesamt neun Wochen in den Charts. In Österreich platzierte sich die Single auf Platz 23 und in der Schweiz auf Platz 35. Die Coverversion wurde ebenfalls für das Best-of-Album Greatest Hits III von Queen verwendet. Das Musikvideo wurde von Michel Gondry gedreht. Pras Michel konnte an den Dreharbeiten nicht teilnehmen. Sein Vers wird im Video daher von Canibus gerappt. Die Version mit dieser Gesangslinie wurde jedoch nie offiziell veröffentlicht und befindet sich nur im Musikvideo.

### Weitere Coverversionen
1980 präsentierte Weird Al Yankovic die Satire Another One Rides the Bus erstmals live in der Radiosendung von Dr. Demento. Er veröffentlichte diese Version ebenfalls auf seinem selbstbetitelten Debütalbum. Grandmaster Flash & the Furious Five benutzte die Basslinie 1981 für das Lied The Adventures of Grandmaster Flash on the Wheels of Steel. 1996 veröffentlichten die Original Deutschmacher auf ihrem Album Endlich verständlich mit Ein anderer beißt den Staub eine deutschsprachige Version, die den englischen Originaltext übertrieben wörtlich und den Sinn damit absichtlich entstellend ins Deutsche übersetzte. Foxy Brown und Jay-Z verwendeten 1997 ein Sample aus Another One Bites the Dust für die Single I’ll Be. Die deutsche Grindcore-Band Excrementory Grindfuckers veröffentlichte 2004 auf ihrem Debütalbum Fertigmachen, Szeneputzen! ein Cover namens Another Grindcore of Us. 2010 wurde das Lied in der Fernsehserie Glee verwendet und dort von den Schauspielern eingesungen. 2022 strahlte das NDR-Satiremagazin extra 3 eine von Dennis Kaupp und Jesko Friedrich produzierte Songparodie des Liedes unter dem Titel Der Strahlemann Elon Musk aus, die sich satirisch mit dem Tesla-Chef Elon Musk auseinandersetzte.